# Crkva sv. Ivana Krstitelja i kaštel u Povljima
Crkva sv. Ivana Krstitelja i kaštel u Povljima, općina Selca, zaštićeno kulturno dobro.

## Opis dobra
Vrijeme nastanka: 6. do 20. stoljeće. Trobrodna župna crkva sv. Ivana Krstitelja podignuta je na predjelu Lokve nad uvalom Povlja. Sagrađena je uz monumentalni sklop ranokršćanske bazilike s transeptom i upisanom apsidom. Ranokršćanska krstionica, sačuvana do krova s krsnim zdencem, postala je svetište kasnije crkve posvećene sv. Ivanu Krstitelju. U 12. st. ugrađen je nadvratnik s ćirilskim natpisom, poznat kao Povaljski prag, kojeg je izradio majstor Radonja (danas u Muzeju hrvatskih arheoloških spomenika u Splitu). Za postojanja benediktinske opatije nad svetištem ranokršćanske crkve podignut je kaštel s kruništem. Današnja crkva ima zvonik iz 1882., a južni i sjeverni brod pridodani su 1924. god.

## Zaštita
Pod oznakom Z-5514 zavedeni su kao nepokretno kulturno dobro – pojedinačno, pravna statusa zaštićena kulturnog dobra, klasificirano kao "sakralna graditeljska baština".